# Сана
Са́на (араб. صنعاء) — столиця Ємену. Місто Сана виділено в окрему адміністративну одиницю — аманат (муніципалітет) Ель-Асіма (араб. محافظات اليمن).

## Географія
Сана знаходиться в глибині Ємену на гірському плато на висоті 2200 м, місто оточене горами.

## Історія

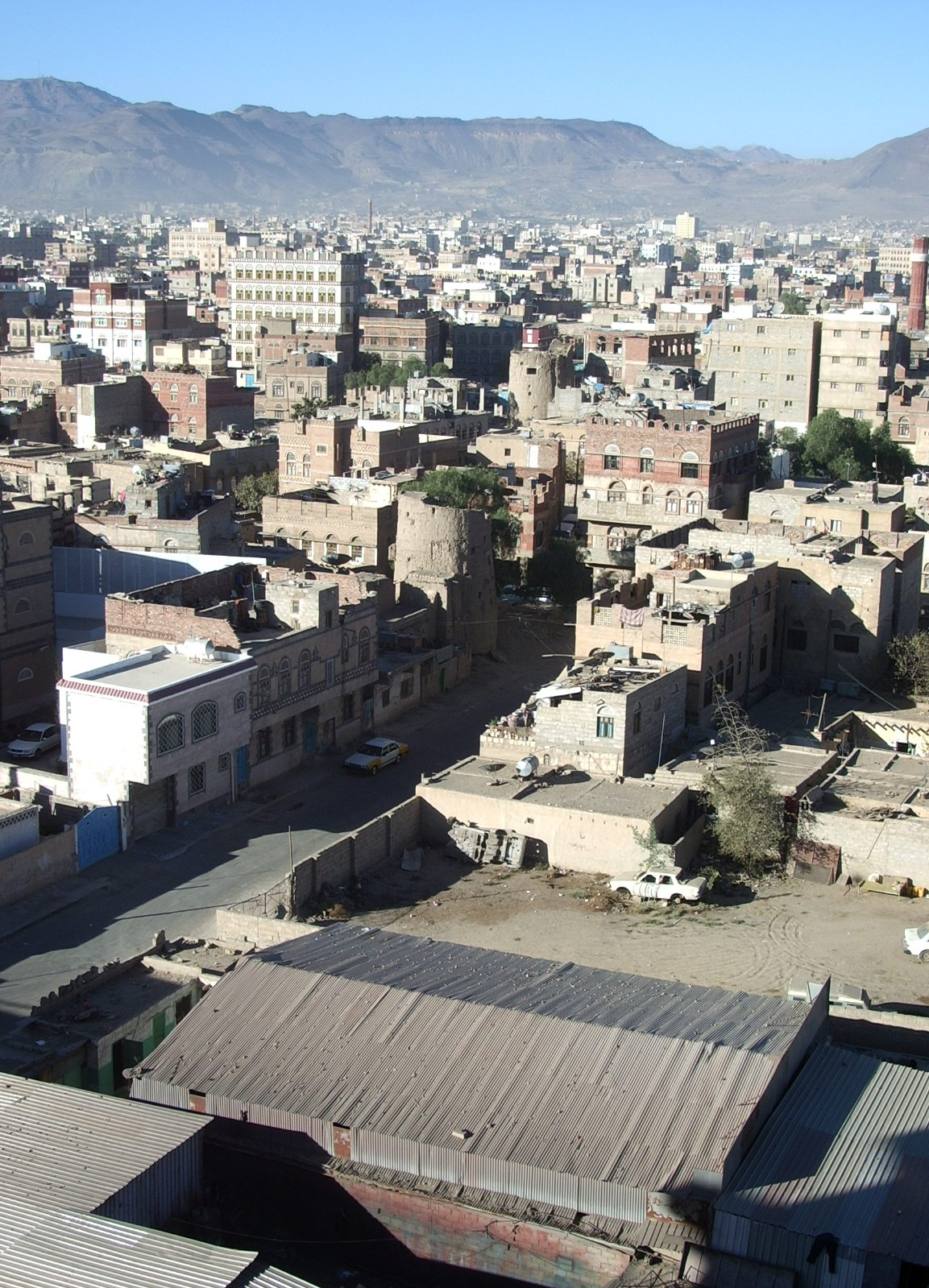
Глиняні будинки в Сані

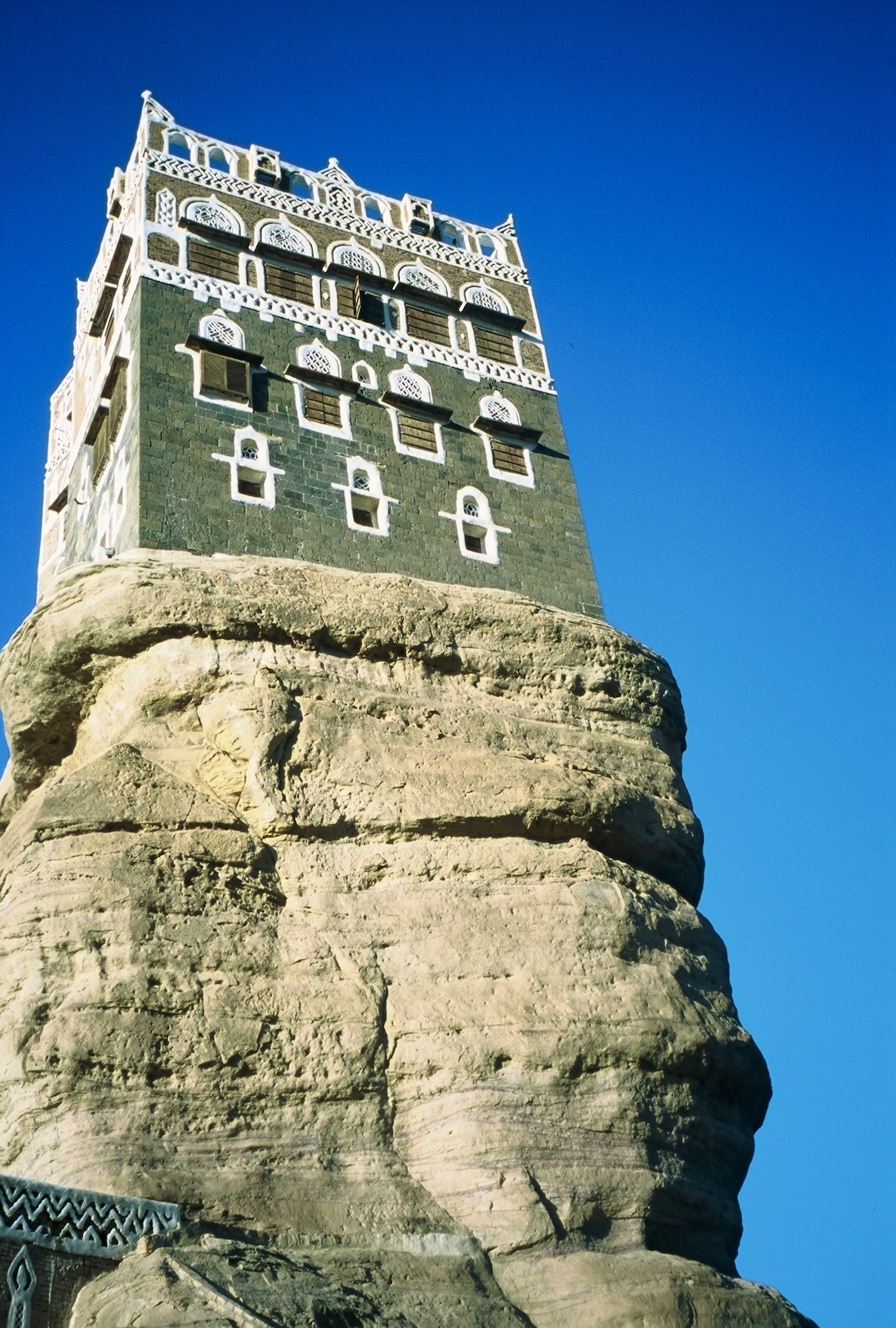
Резиденція Імама Ях'я в Ваді-Дхар біля Сани

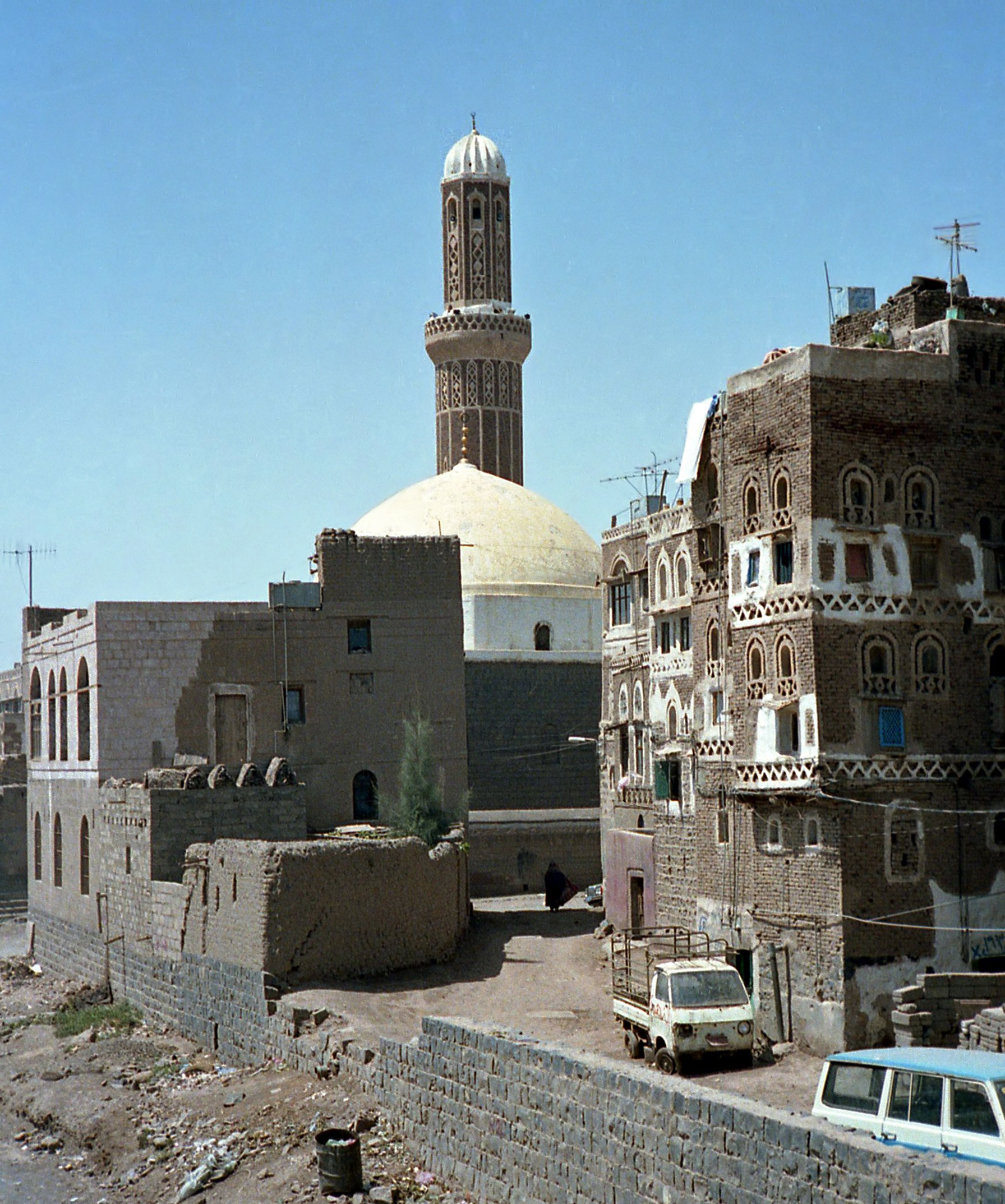
Мечеть Аль-Махді

Перша згадка про Сану відноситься до 1 століття, проте вважається що на цьому місці знаходилося поселення ще раніше.
В 10-му столітті Мухаммад аль-Хасан аль-Хамадані пише, що засновником міста є сабійський цар Ша'р Автар, і саме він побудував знаменитий палац Гумдан. Цар Ша'р Автар жив у другій половині II століття.
Легенда говорить, що місто заснував Сим, син біблійного Ноя (Madinat Sem — місто Сима), а стара назва міста Азал виводиться від Узал — імені сина Сима.
Сана відома була як столиця держави Хім'яритів (з 520), і в VI столітті за володіння Саною боролися армії Персії та Абісинії. В період п'ятидесятилітнього панування Абісинії в Сані при підтримці візантійського царя Юстиніана I був побудований великий кафедральний собор, який прославився як найбільший собор на південь від Середземного моря.
В 628 жителі Ємену прийняли іслам, і особисто пророк Магомет вітав побудову в Сані першої мечеті. В XII столітті в Сані укріпилася династія Аюбідів. В місті закріпилася влада шиїтських імамів, поєднуючих світську і духовну владу. В 1517 після втручання єгипетського паші Сана набула статусу автономного султанату і влада імамів була обмежена.
В середині 1850-х родонаслідувальні імами були замінені змінними шейхами.
Першим відомим європейцем, що відвідав місто, був Карстен Нібур в XVIII столітті. Експедиція була організована за дорученням данського короля Фредеріка V. З 1872 по 1890 Сана підпала під управління Османської імперії. Турки почали програму модернізації міста.

## Економіка
Торгівля: прикраси, срібло, вироби зі шкіри, шовк, килими, кава, вироби художнього промислу, тканини. Послуги. Туризм.

## Пам'ятки
- Сук-аль-Мілх (центральний ринок)
- базар Сук-аль-Кат (на сході Старого міста) — один з найдревніших базарів в арабському світі
- Мечеть Тахла
- Мечеть Аль-Махді
- Мечеть Салах ад-Дін
- Мечеть Аль-Бакіріа
- Велика мечеть
- Національний музей
- Музей армії
- вулиці і провулки Старого міста
- будинки-вежі.

## Клімат
Клімат Сани є дуже рідкісним різновидом семіаридного клімату (BSk за класифікацією кліматів Кеппена). Тут випадає в середньому 265 мм опадів на рік. Однак через велику висоту над рівнем моря температура набагато більш помірна, ніж у багатьох інших містах Аравійського півострова. Середні температури залишаються відносно постійними протягом всього року, найхолоднішим місяцем є січень (середня температура 13 °C), а найтеплішим — липень (20 °C).
Місто рідко відчуває сильну спеку або холод. Проте, в деяких районах навколо міста взимку температура може впасти до -9 °C. Через те, що райони міста розташовані на різній висоті, то кожен район має свій мікроклімат. До того ж температура повітря вдень і вночі сильно відрізняється.
Половина річної норми опадів випадає в липні і серпні. Кількість опадів варіюється від року до року, в окремі роки випадає 500—600 мм опадів, в той час як в інші — тільки 150 мм.
| Клімат Сани | Клімат Сани | Клімат Сани | Клімат Сани | Клімат Сани | Клімат Сани | Клімат Сани | Клімат Сани | Клімат Сани | Клімат Сани | Клімат Сани | Клімат Сани | Клімат Сани | Клімат Сани |
| Показник | Січ.        | Лют.        | Бер.        | Квіт.       | Трав.       | Черв.       | Лип.        | Серп.       | Вер.        | Жовт.       | Лист.       | Груд.       | Рік         |
| Абсолютний максимум, °C | 30          | 31          | 32          | 32          | 37          | 39          | 41          | 38          | 40          | 34          | 33          | 31          | 41          |
| Середній максимум, °C | 22,3        | 24,7        | 25,6        | 24,8        | 25,7        | 28,2        | 26,6        | 25,9        | 25,1        | 22,2        | 20,3        | 20,5        | 24,33       |
| Середня температура, °C | 12,6        | 14,1        | 16,3        | 16,6        | 18          | 19,3        | 20          | 19,6        | 17,8        | 15          | 12,9        | 12,4        | 16,22       |
| Середній мінімум, °C | 3           | 3,6         | 7           | 8,5         | 10,4        | 10,5        | 13,4        | 13,3        | 10,6        | 7,9         | 5,5         | 4,4         | 8,18        |
| Абсолютний мінімум, °C | −4          | −1          | 1           | 4           | 1           | 9           | 5           | 0           | 3           | 1           | −1          | −2          | −4          |
| Норма опадів, мм | 5           | 5           | 17          | 48          | 29          | 6           | 50          | 77          | 13          | 2           | 8           | 5           | 265         |
| Вологість повітря, % | 39.3        | 35.8        | 38.5        | 41.1        | 36          | 27.2        | 40.1        | 45.5        | 29.9        | 29          | 38.1        | 37.7        | 36.5        |
| --- | ----------- | ----------- | ----------- | ----------- | ----------- | ----------- | ----------- | ----------- | ----------- | ----------- | ----------- | ----------- | ----------- |
| Джерело: CLIMATE: SANA'A / Climate-data-orgSana climate guide: monthly weather averagesSanaa, Yemen #41404 Altitude: 2189 м / Climatebase-ru |             |             |             |             |             |             |             |             |             |             |             |             |             |

## Галерея

Мечеть СалехМечеть Салех
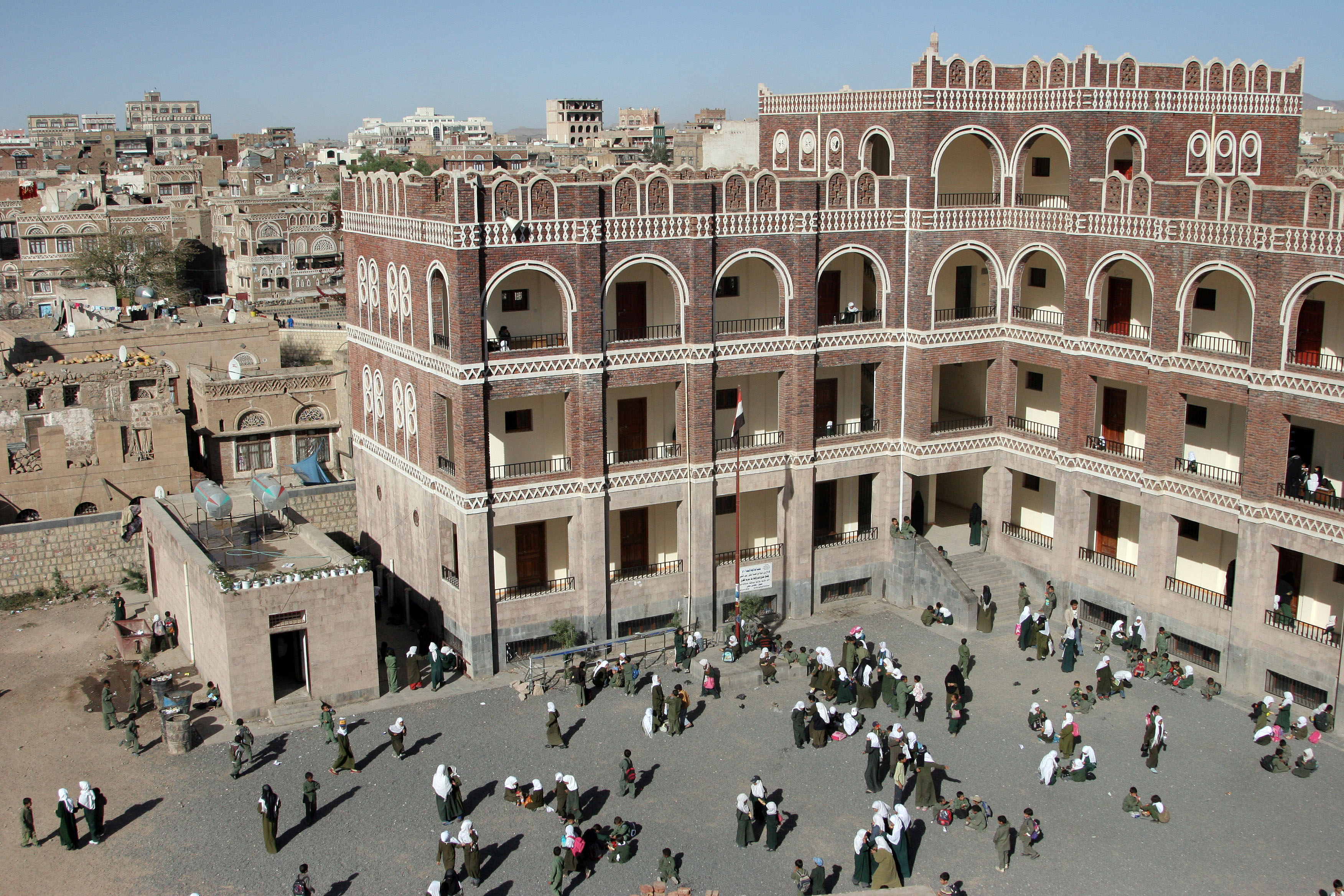
Початкова школа Аттабарі
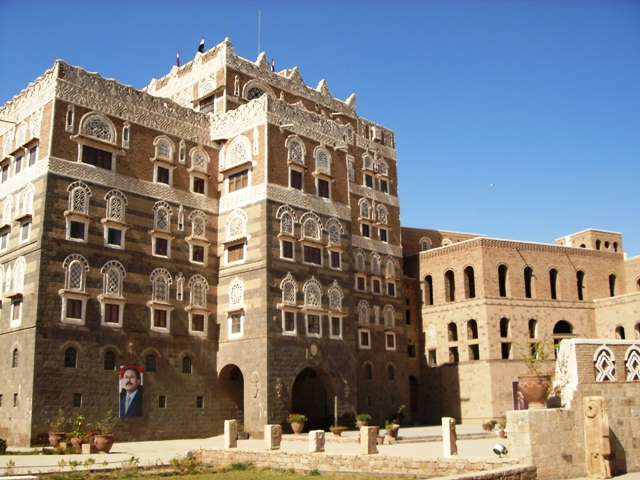
Національний музей
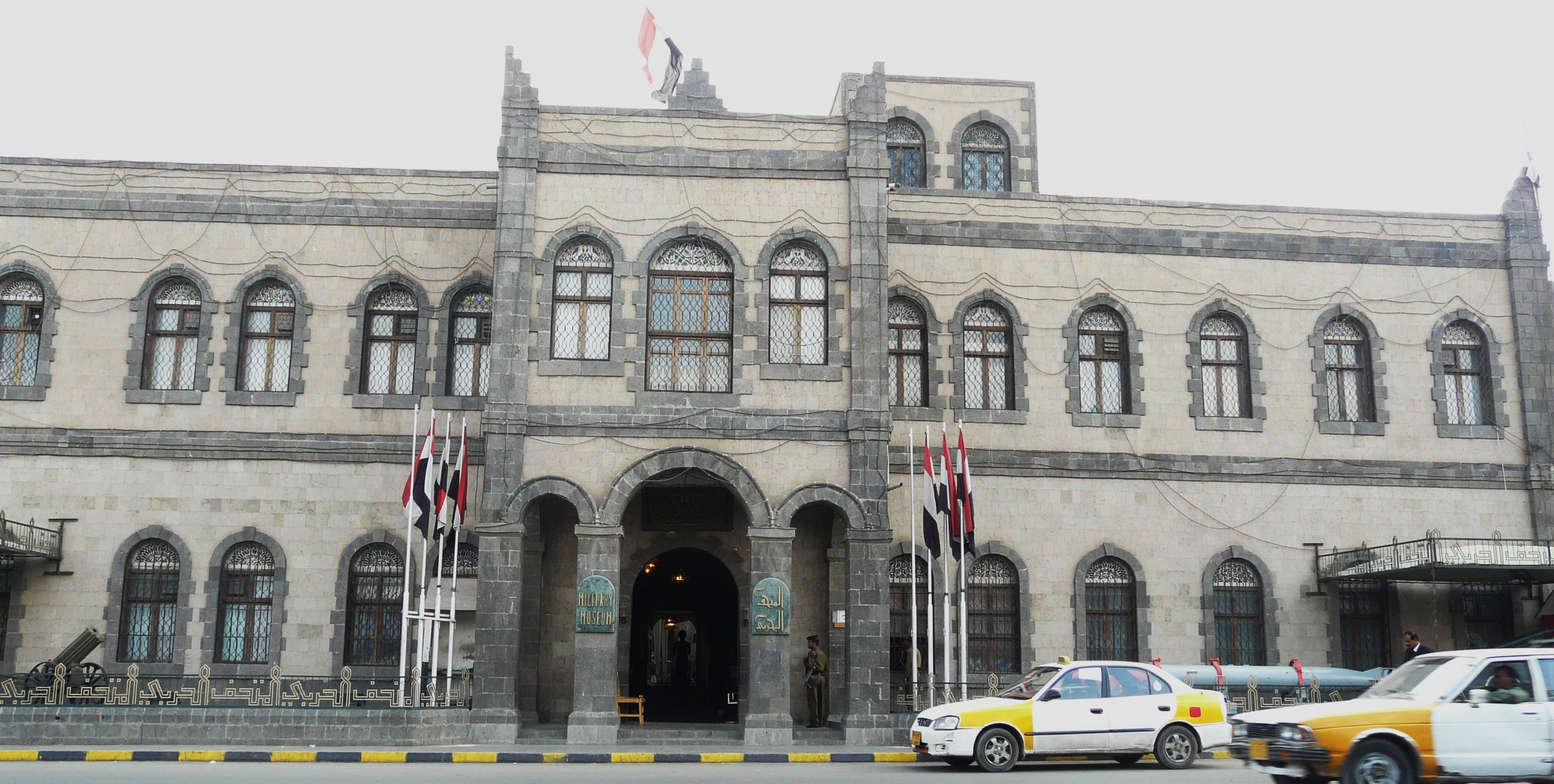
Музей армії